# 忠烈王
忠烈王（ちゅうれつおう、1236年4月3日 - 1308年7月30日）は第25代高麗王（在位1274年 - 1298年、復位1298年 - 1308年）。
第24代高麗王元宗の子。諱は昛、初名は諶、賰、諡号は忠烈景孝大王。1260年に太子（世子）となり、1271年6月に元に婚姻の許諾を得て、クビライの公主忽都魯掲里迷失（クトゥルク＝ケルミシュ）を娶り、翌年に帰国。再び元に戻り、元宗死後に再び帰国し、王位についた。
文永の役・弘安の役においては元に日本侵攻を進言し、兵力と経費を提供する
とともに毎年元に莫大な貢物、人員等を頻繁に送り忠義を示した。これにより国内経済は疲弊し、これを憂いた臣下によって廃位となったが元の力により復位した。この後更に親元政策を貫き、胡服辮髪の令（1278年）を出すほか、以降の王は元の宮廷で育ち、忠宣王は「益知礼普花」（イジリブカ）、忠粛王は「阿剌忒訥失里」（アラトナシリ）、忠恵王は「普塔失里」（ブダシリ）というモンゴル風の名を持っている。

## 略歴と関連年表
- 1236年 江都にて元宗と順敬太后金氏の間の長男として生まれる。
- 1256年
  - 11月 宗室の始安公王絪の娘を妃とする（貞信府主）。[7]
- 1258年
  - 3月 高麗、崔氏政権が打倒され、モンゴルに服属。
  - 12月 趙暉と卓青により和州以北を双城総管府としてモンゴルに奪われる。
- 1260年
  - 8月 世子となる。
- 1269年
  - 4月 世子（後の忠烈王）、モンゴルに入朝。
- 1270年
  - 2月 崔坦により慈悲嶺以北の広大な地域を東寧府としてモンゴルに奪われる。
  - 5月 元宗、開京に還都。
  - 8月 世子、再びモンゴルに入朝し、年末に帰国。
- 1271年
  - 6月 再び燕京を訪問。[8]
  - クビライの皇女の忽都魯掲里迷失（クトゥルク＝ケルミシュ）と婚姻の許諾を得る。
- 1272年
  - 2月 高麗に帰国。[6]
  - 3月 クビライに元宗の復位を謝し、日本への遠征時には助成する旨を提言。[9]
  - 12月 元に入朝。
- 1273年
  - 4月 高麗、耽羅島に依る三別抄の乱を元との連合軍により鎮圧。
- 1274年
  - 元朝、高麗に戦艦三百艘の造船を命じ、日本遠征のため（元寇）戦艦大小九百艘を準備させる。[3]
  - 5月 燕京にてクトゥルク＝ケルミシュと婚姻。
  - 6月 元宗、死去。
  - 8月 忠烈王、帰国して王位に就く。
  - 10月 文永の役
- 1275年
  - 耽羅に耽羅国軍民都達魯花赤（daruγači）総管が置かれる。
  - 9月 王子の王謜（後の忠宣王）が公主クトゥルク＝ケルミシュの所生として生まれる。
  - 10月 元の駙馬国となったことに伴い官制を格下げする。
- 1276年
  - 通文館[10]を置く。
  - 3月 王室の儀礼や名称を格下げする。
  - 12月 前妃貞和宮主に対する公主クトゥルク＝ケルミシュの誣告事件。
- 1277年
  - 1月 王子の王謜を世子に冊立する。
  - 7月 公主による国王殴打事件が起きる。
  - 12月 金方慶誣告事件が起きる。
- 1278年
  - 2月 弁髮・胡服令[11]を下す。
  - 4月 公主とともに入朝。
  - 7月 クビライに謁見。高麗の一連の事件について事実無根と釈明し、自らや金方慶らの潔白を証するため漠北の叛乱討伐や日本遠征への兵力助成を申し出るが、高麗の窮状を訴えて日本遠征への再度遠征については止むことを請い、併せて洪茶丘、ダルガチたちを元朝本国に送還させることを請う。忠烈王、クビライより「駙馬高麗王」の金印を賜与される。
  - 10月 誣告事件に関わった李汾禧兄弟を処刑する。
  - 11月 李汾禧兄弟を後援していた洪茶丘の上訴により、クビライ、忠烈王の入朝を命ず。
- 1279年
  - 1月 忠烈王、朝廷で洪茶丘の主張を論駁し、クビライ、忠烈王の主張を認める。
  - 2月 クビライ、日本遠征のため、江南の楊州湖南など四省に戦艦六百艘の建造を命ず。
  - 6月 東征元府への中書省旨により戦艦九百艘を建造しておくよう命ず。
  - 8月 元朝より将軍の金伯と使者の金宗義が遣わされ、慶州道で軍器を点検する。
- 1280年
  - 2月 忻都、洪茶丘が日本への諭使の杜世忠の斬殺を理由に早期の出兵を提案するが、クビライは南宋の降兵と戦艦が整わないためこれを退ける。
  - 6月 クビライ、范文虎と討議し江南降兵を用いた再征軍の再編を進めさせる。
  - 8月 忠烈王、入朝。クビライ、日本遠征に参加する諸将を招集し、遠征の基本方針を決める。併せて日本遠征の征日本行中書省が設置され、忻都・洪茶丘・范文虎の三名は同行省の中書右丞に任命される。忠烈王、クビライに謁見して日本遠征について7つの希望条項を上奏し、クビライこれを受け入れる。
  - 9月 開京に帰還する。
  - 10月 忠烈王、「開府儀同三司・中書左丞相・行中書省事」の官位を授かる。
  - 11月 元朝に使者を発し、兵船九百艘など準備が完了した事を報告する。また、忠烈王が征東行省の長官のひとりに加えること、金方慶など高麗の将兵にもモンゴル軍なみの官位称号の授与などを要請する。
- 1281年 弘安の役
  - 1月 クビライ、阿剌罕（アラカン）・忻都・洪茶丘・范文虎らを招集し日本への出征命令を下す。
  - 2月 諸将、燕京を出発。下旬、金方慶が開京に帰還しクビライの命令を伝達。
  - 3月16日 金方慶らを合浦に派遣する。
  - 3月18日 忻都・洪茶丘が遠征軍を率いて到着する。
  - 3月19日 忠烈王、クビライからの「駙馬国王」の宣命と「中書左丞行中書省事」の印を受け取る。
  - 3月20日 忠烈王、忻都・洪茶丘と遠征について討議する。忠烈王南面し、忻都ら東面する。忻都ら合浦へ出発する。
  - 4月 忠烈王、合浦に行幸する。
  - 5月3日 忻都・洪茶丘・金方慶ら率いる東路軍、合浦より日本へ向けて出征する。
  - 7月16日 忠烈王、合浦より帰還する。
  - 7月21日 金方慶らから太宰府での戦報を受ける。
  - 8月16日 別将の金洪柱が合浦より行宮に至り、東征軍の敗報と金方慶らが合浦に帰還したことを告げる。
  - 閏8月2日 金方慶が行宮にて謁する。
  - 閏8月24日 忠烈王、左司議の潘阜を派遣し忻都・洪茶丘・范文虎を慰労する。忻都ら北還する。
- 1282年
  - 1月 元朝、征東行省を解散する。
- 1287年
  - 5月 ナヤンの叛乱に抗するため征東行尚書省が設置され、忠烈王が同行省の第3位である平章政事に任命される。
- 1290年
  - 11月 カダアン（哈丹）[12]の侵入により都を江華に移す。
- 1291年
  - 元・高麗連合軍、高麗領内に侵入したカダアン一派を鎮圧。
  - 5月 忠烈王、開京に帰還。
- 1297年
  - 5月 公主クトゥルク＝ケルミシュ、死去。「荘穆王后」と追尊される。
- 1298年 忠宣王に譲位したが、趙妃誣告事件により6カ月ぶりに復位。
- 1308年 忠烈王、死去。

## 家族関係
- 父：元宗
- 母：静順王后（順敬太后）金氏
- 后妃
  - 荘穆王后
  - 貞信府主（貞和宮主）王氏（？～1319年）- 始安公王絪の娘。20代神宗の曾孫娘（祖父は神宗の次男の襄陽公王恕）。一番初めに婚姻した妃。しかし、荘穆王后との婚姻により、序列が第2妃に下がった。忠宣王の妃の静妃王氏は姪である。34代恭譲王の高祖母。
  - 淑昌院妃 金氏（生没年不詳）- 未亡人で、宮人柴無比の処刑で気落ちしている王の気持ちを紛らわせる為、忠宣王により妃となった。忠烈王の死去後、忠宣王の妃となる。
  - 侍婢 盤珠（生没年不詳）
  - 宮人 柴無比（？～1297年）- 忠宣王により処刑された。
  - 後宮 金氏（生没年不詳）
- 子女
  - 長男：小君 王湑（1258年～？）- 母は盤珠。1276年に出家し僧侶となる。
  - 次男：江陽公 王滋（？～1308年）- 母は貞信府主。恭譲王の母方の曾祖父である（三男の延徳府院大君王塤の娘が恭譲王の母の国大妃王氏）。その為、1391年に靖康と諡号を受けた。
  - 三男：忠宣王 王璋 - 母は荘穆王后。
  - 四男：名前不詳（1278年～？）- 母は荘穆王后。早世。
  - 長女：靖寧院妃（生没年不詳）- 母は貞信府主。斉安公王淑に嫁いだ（夫は23代高宗の外孫）。
  - 次女：明順院妃（？～1320年）- 母は貞信府主。漢陽公王儇に嫁ぎ、1男（桂陽侯王侊）を儲けた（夫は安慶公王淐の子で、姉の靖寧院妃の夫の従兄弟でもある）。
  - 三女：名前不詳（1277年～？）- 母は荘穆王后。早世。

## 登場作品

### テレビドラマ
- 『北条時宗』（2001年、NHK大河ドラマ、演：ハストゥル）
- 王は愛する（2017年、MBC、演：チョン・ボソク）